# Kogel (Ilytsch)
Der Kogel (russisch Когель) ist ein rechter Nebenfluss des Ilytsch in der Republik Komi in Nordwestrussland.
Der Kogel entspringt am Ydschidparma-Höhenzug (Хребет Ыджидпарма) an der Westflanke des Nördlichen Urals. Er fließt in überwiegend südlicher Richtung. Im Oberlauf durchfließt er eine Waldlandschaft. Der Unterlauf verläuft in einer Sumpflandschaft. Der Kogel erreicht den nach Westen fließenden Ilytsch 42 km oberhalb dessen Mündung in die Petschora. Der Kogel hat eine Länge von 193 km. Er entwässert ein Areal von 2680 km². Der mittlere Abfluss (MQ) 45 km oberhalb der Mündung beträgt 33 m³/s.